# Uno Flip!
 
( [ˈuːnoʊ] ; do italiano e espanhol para 'one') é um jogo de cartas do tipo derramamento americano produzido pela Mattel . As cartas do baralho são impressas especialmente para o jogo. Este jogo é uma variação do Uno .
não deve ser confundido com um jogo baseado em destreza chamado Uno Flip .